# 浪越徳治郎

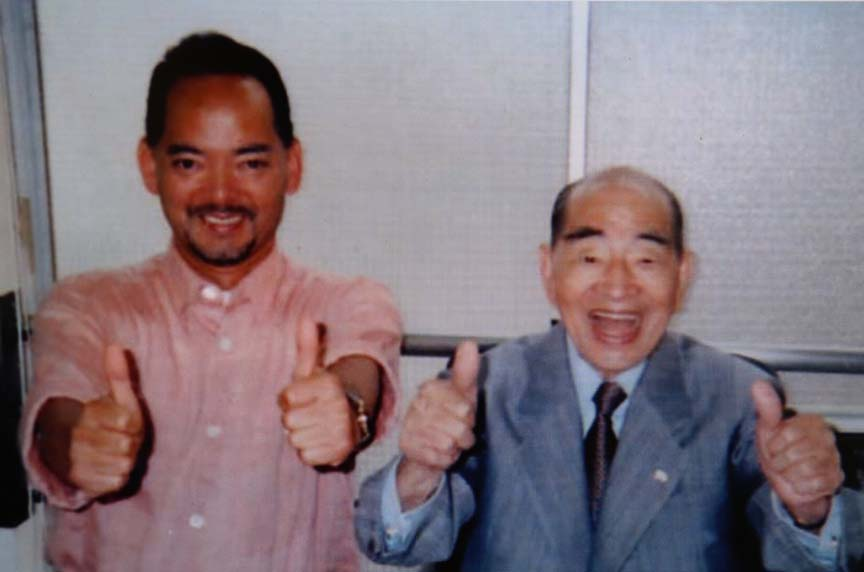
マッサージ師小野田滋とともに

浪越 徳治郎（なみこし とくじろう、1905年11月3日 - 2000年9月25日）は、日本の指圧師、実業家、タレント。日本指圧協会元会長。

## 経歴
香川県仲多度郡多度津町に生まれる。7才の時に北海道虻田郡留寿都村に移住。1955年、東京都文京区小石川に日本指圧専門学校を設立した。
マリリン・モンローが新婚旅行で来日した際に、胃痙攣で体調を崩したモンローに素手で触って指圧した唯一の日本人である。このことについて浪越は「そりゃあもう、とにかく綺麗な方でしたよ。いつもより三倍くらい時間をかけてしまいました」と後にテレビ番組の中で述懐している。
他にも、モハメド・アリや吉田茂をはじめとした歴代の内閣総理大臣、A級戦犯を裁いた東京裁判の首席検事ジョセフ・キーナンなど、国内外の著名人を治療したことにより、日本はもとより全世界に指圧（SHIATSU）を普及させた。
1971年には無所属で第9回参議院議員通常選挙全国区に立候補したが落選した。
テレビドラマやバラエティ番組にも出演。特に『天才・たけしの元気が出るテレビ!!』（日本テレビ）では、当初、「アーッハッハ」という豪快な笑い声から「アッハー浪越」の名前で登場。後に、ジェットコースターに乗った際に普段の笑い声が消え、あまりにも怖がっていたためそのリアクションから「ジェット浪越」と命名され、一般人から発掘された福島出身の吉田十三（通称「エンペラー吉田」）とコンビを組んだ。
2000年9月25日午前3時7分に、肺炎のため東京都文京区の病院で死去。94歳。
墓所は東京都文京区小石川三丁目の伝通院。寺の境内には生前浪越が寄贈した指塚がある。

日本指圧専門学校は同寺の傍に所在し、現在、息子・和民が理事長を務めている。

北海道虻田郡留寿都村ルスツふるさと公園に設置されている浪越徳治郎の銅像
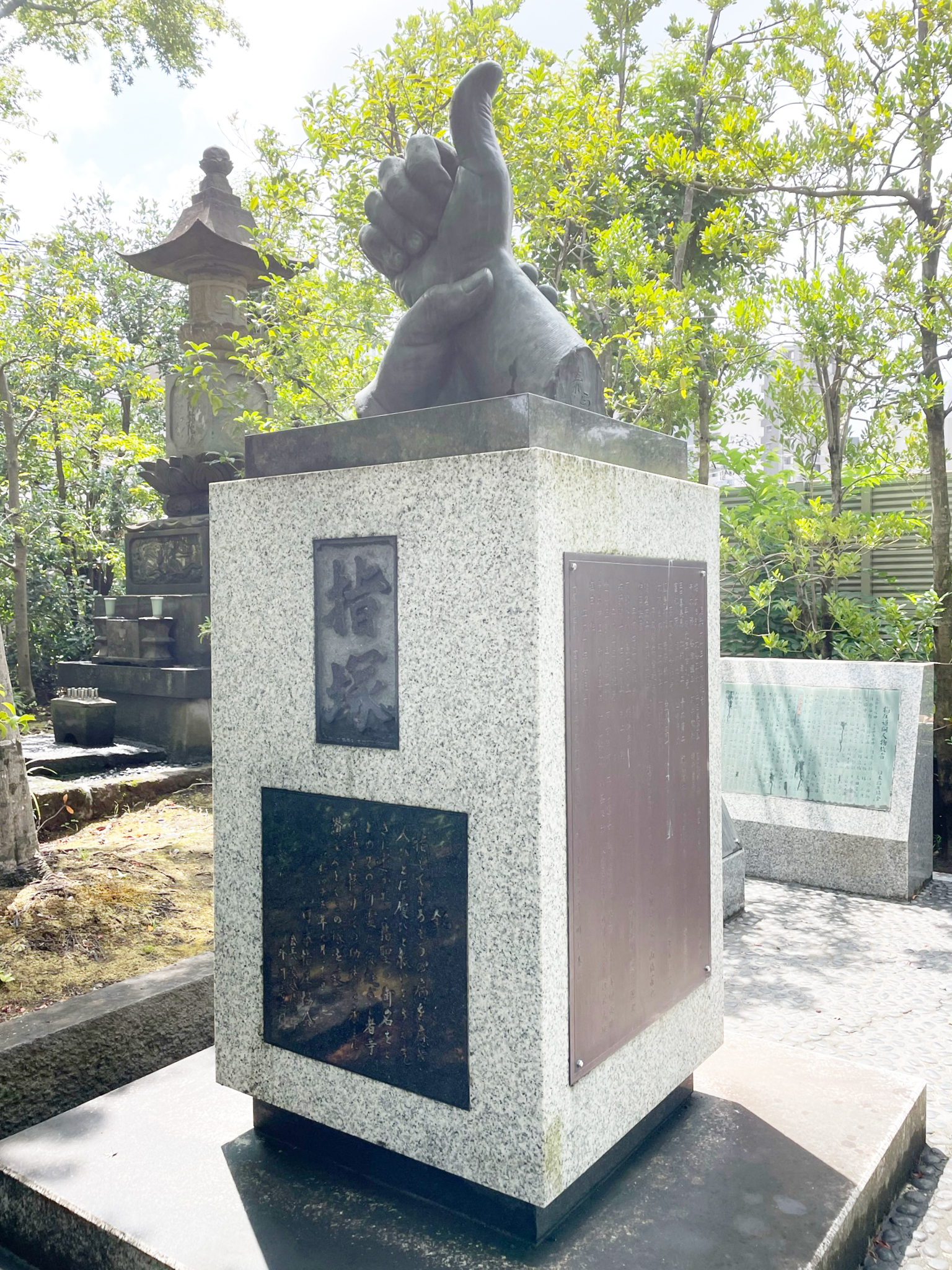
東京・伝通院にある指塚（2023年撮影）

## 映画
- 愛の三分間指圧（1968年、大映）[4]
- ほんの5g（1986年、松竹） - 村雨 役
- 善人の条件（1989年、松竹） - 柳田正三郎 役

## テレビ番組
- アフタヌーンショー（テレビ朝日）
- 天才・たけしの元気が出るテレビ!!（日本テレビ）
- ザ・ガードマン 第316話「うるさい奥さんをうまく殺す方法」（1971年、TBS） - 特別出演
- ダウンタウンのガキの使いやあらへんで!!（日本テレビ） -  コーナーゲスト出演

## テレビCM
- スペースワールド
- 渡辺製菓（現・クラシエフーズ）『渡辺 だし一番』
- 週刊就職情報　（1984年）

## 参考資料
1. ↑  浪越徳治郎・著 自分でできる3分間指圧:快食・快眠・快便の健康法（1967年） 実業之日本社
2. ↑  http://www.namikoshi-shiatsu.co.jp/family/tokujiro.html
3. ↑  https://www.rusutsu.gr.jp/view/219.html
4. ↑  愛の三分間指圧 - JMDB ※ビデオソフト化（VHS）されている。